# Де Форнари, Джованни Баттиста
Джованни Баттиста Де Форнари (итал. Giovanni Battista De Fornari; Генуя, 1484 — Антверпен, XVI век) — дож Генуэзской республики.

## Биография
Сын Раффаэле Де Форнари, служившего послом республики в 1496 году при дворе Людовика XI, родился в Генуе около 1484 года.
Джованни начал служить своей стране в 1509 году в качестве должностного лица в комиссии по выборам дожей 1516, 1518 и 1522 годов. В качестве одного из двенадцати членов коллегии выборщиков в 1523 году он участвовал в принятии решений против мятежной Савоны, заявив о необходимости разрушения стен города.
В 1540 году Джованни был назван одним из "отцов города". 4 января 1545 года, несмотря на противодействие со стороны некоторых представителей знати, он был избран дожем Генуи. 54-м в республиканской истории.
Во время своего пребывания на посту Джованни укрепил гавань города и русло реки Бизаньо, но прежде всего он стремился восстановить док Савоны. Его мандат закончился 4 января 1547 года, что совпало с началом знаменитого "заговора Джанлуиджи Фиески", нацеленного на убийство Андреа Дориа. На самом деле заговор начался в первые дни января, заговорщики накануне процедуры выборов нового дожа попытались убить Дориа, но заговор провалился. 
В 1549 году некий монах ордена святого Франциска, заключенный в тюрьму для политических подозреваемых по приказу губернатора Милана, Ферранте I Гонзага, под пытками рассказал о существовании некоего союза между бывшим дожем Форнари и французами по поводу передачи Генуи под власть французской короны. Признание было передано из Милана в Геную, где в октябре того же года дож Гаспаре Гримальди Брачелли санкционировал арест Форнари за измену Республике. Он был посажен в тюрьму вместе с предполагаемыми сообщниками - Доменико Паллавичино и Паоло Каттанео Лазанья. Бывший дож пытался защитить себя от обвинений, но безуспешно. Трое судей, назначенных по компромиссной процедуре, чтобы избежать каких-либо обвинений в предвзятости, издали указ о высылке Форнари и лишении его титулов сенатора и гражданина Республики. 
После двух месяцев лишения свободы, в декабре 1549 года, Джованни Баттиста Де Форнари был сослан в Антверпен, где, предположительно, и умер в неизвестном году.
Форнари был женат на дочери Андреа Чичери Мариэтте.